# Општина Боговиње
Општина Боговиње је једна од 9 општина Полошког региона у Северној Македонији. Седиште општине је истоимено село.

## Положај
Општина Боговиње налази се у северозападном делу Северне Македоније и погранична је према Србији на западу. Са других страна налазе се друге општине Северне Македоније:
- север — Општина Тетово
- исток — Општина Брвеница
- југ — Општина Врапчиште

## Природне одлике
Рељеф: Општина Боговиње обухвата западни део плодне и густо насељене Полошке котлине и суседне висове западно од ње. На западу се налази глвано било Шар-Планине.
Клима у нижем делу општине влада умерено континентална клима, а у вишем делу влада њена оштрија планинска варијанта.
Воде: Најважнији ток у општини је река Вардар, гранична на истоку. Сви мањи водотоци су њене притоке.

## Становништво
Општина Боговиње имала је по последњем попису из 2002. г. 28.997 ст., од чега у седишту општине, селу Боговињу, 6.328 ст. (22%). Општина је густо насељена.
Национални састав по попису из 2002. године био је:
|           | Број   | Постотак |
| Укупно    | 28.997 | 100%     |
| Албанци   | 27.614 | 95,2%    |
| Турци     | 1.183  | 4,1%     |
| Македонци | 37     | 0,1%     |
| Остали    | 163    | 0,6%     |

У селима Урвич и Јеловјане живе Горанци. Међутим, Северна Македонија их не признаје статистички, већ се морају декларисати као Македонци, Турци, Албанци или се подводе под остали. Због политичке агитације и сматрањем за политички прихватљивим Горанцима се намеће да се изјашњавају као Турци, иако нико од аутохтоних становника као матерњи језик не говори турски.

## Насељена места
У општини постоје 14 насељених места, сва са статусом села:
| - Боговиње - Горње Палчиште - Горње Седларце - Доње Палчиште - Јеловјане | - Камењане - Жеровљане - Новаће - Ново Село - Пирок | - Раковец - Селце Кеч - Синичане - Урвич |  |